# Књижевна награда „Ћамил Сијарић”
Књижевна награда „Ћамил Сијарић” је регионална књижевна награда коју је установио Савјет бјелопољског Центра за културу "Војислав Булатовић Струњо" 2024. године у Бијелом Пољу.

## Историјат
На предлог директора Центра Јасмина Ћоровића Савјет бјелопољског Центра за културу "Војислав Булатовић Струњо", установио је књижевну награду "Ћамил Сијарић", у част овог великог писца и приповедача. Награда ће се додељивати за најбоља прозна дела, роман или причу (приповетку), сваке године у Бијелом Пољу, 18. децембра на дан рођења овог великог писца.
Књижевна награда „Ћамил Сијарић” је регионалног карактера, и њен циљ је да омогући да се обједини шири књижевни простор и успостави мултикултурни дијалог сваке године 18. децембра, а писци са простора Црне Горе, Србије, Босне и Херцеговине и Хрватске имаће прилику да размене своја књижевна искуства.
Према пропозицијама из једне државе не може бити кандидовано мање од три и више од пет књижевних дела, а књижевно дело се кандидује за књижевну награду на предлог селектора, који су уједно и чланови жирија.
Награда се састоји од плакете, уметничког рада – статуе и новчаног дела који изоси 2.500 еура.